# Idea phlegeton
Idea phlegeton är en fjärilsart som beskrevs av Hans Fruhstorfer 1904. Idea phlegeton ingår i släktet Idea och familjen praktfjärilar. Inga underarter finns listade i Catalogue of Life.